# Lager (bier)
Lager is in Angelsaksische landen de gebruikte term voor ondergistende bieren van om het even welke sterkte. Lager is afgeleid van lagern (Duits voor: lageren ofwel: rijpen).
In Nederland wordt lager als aanduiding voor een in Nederland gebrouwen bier niet meer gebruikt. In Duitsland komt nu naar Engels voorbeeld de term en de biersoort lager weer in zwang. Lager was in Nederland vanaf eind 19e eeuw tot in de jaren zestig een pilsachtige met 3,5% alcohol, vergelijkbaar met tafelbier. Lager bevatte minder alcohol en was dus goedkoper en makkelijker drinkbaar. 
In de jaren 2010 werd door de supermarktketen Albert Heijn een bier op de markt gebracht onder de merknaam "Basic Premium Lager".
In Hongarije heten deze bieren ászok (= lager: de balken waarop de vaten rusten in de kelder).